# سيسيل بيركنز
سيسيل بيركنز (بالإنجليزية: Cecil Perkins)‏ هو لاعب كرة قاعدة أمريكي، ولد في 1 ديسمبر 1940 في بالتيمور في الولايات المتحدة.